# Urocissa
Urocissa är ett fågelsläkte i familjen kråkfåglar inom ordningen tättingar. Släktet omfattar vanligen fem arter som förekommer i södra, sydöstra och östra Asien, från Himalaya och nordöstra Kina till Sri Lanka och Vietnam:
- Ceylonblåskata (U. ornata)
- Taiwanblåskata (U. caerulea)
- Gulnäbbad blåskata (U. flavirostris)
- Rödnäbbad blåskata (U. erythroryncha)
- Vitvingad blåskata (U. whiteheadi)

Blåskatorna i Urocissa och de i Cyanopica är endast avlägset släkt med varandra. 